# Числа Різеля
У математиці число Різеля — непарне натуральне число k, для якого числа виду {\displaystyle k\cdot 2^{n}-1} складені для всіх натуральних чисел n. Іншими словами, k називається числом Різеля, якщо всі елементи множини {\displaystyle \left\{\,k\cdot 2^{n}-1:n\in \mathbb {N} \,\right\}} складені.
Якщо, натомість, елементи множини з тими ж властивостями мають форму {\displaystyle k\cdot 2^{n}+1}, числа k називаються числами Серпінського.

## Відомі числа Різеля
Послідовність відомих нині чисел Різеля починається так:
509203, 762701, 777149, 790841, 992077, 1106681, 1247173, 1254341, 1330207, 1330319, 1715053, 1730653, 1730681, 1744117, 1830187, 1976473, 2136283, 2251349, 2313487, 2344211, 2554843, 2924861, … послідовність A101036 з Онлайн енциклопедії послідовностей цілих чисел, OEIS

## Покриваюча множина
Те, що певне число є числом Різеля, може бути показано знаходженням покриваючої множини простих чисел, на які буде ділитися будь-який член послідовності. Відомі числа Різеля менше одного мільйона мають наступні покриваючі множини:
- {\displaystyle 509203\times 2^{n}-1}: {3, 5, 7, 13, 17, 241};
- {\displaystyle 762701\times 2^{n}-1}: {3, 5, 7, 13, 17, 241};
- {\displaystyle 777149\times 2^{n}-1}: {3, 5, 7, 13, 19, 37, 73};
- {\displaystyle 790841\times 2^{n}-1}: {3, 5, 7, 13, 19, 37, 73};
- {\displaystyle 992077\times 2^{n}-1}: {3, 5, 7, 13, 17, 241}.

## Проблема Різеля
У 1956 році Ганс Різель ( швед. Hans Riesel ) довів, що існує нескінчена кількість цілих чисел k таких, що {\displaystyle k\cdot 2^{n}-1} є складеними для будь-якого цілого n. Він показав, що цю властивість має число 509203, а також будь-яке число {\displaystyle 509203+11184810\cdot n}, де {\displaystyle n\in \mathbb {N} }.
Проблема Різеля полягає у визначенні найменшого числа Різеля. Через те, що для жодного числа k < 509203 не знайдено покриваючої множини, припускається, що 509203 є найменшим числом Різеля. Щоб це довести, достатньо для всіх непарних k < 509203 знайти таке число n, що {\displaystyle k\cdot 2^{n}-1} є простим. Станом на квітень 2021 для 44 значень k<509203 ще не відомо, чи існують відповідні прості. Ось вони: 23669, 31859, 38473, 46663, 67117, 74699, 81041, 93839, 97139, 107347, 121889, 129007, 143047, 161669, 206231, 215443, 226153, 234343, 245561, 250027, 315929, 319511, 324011, 325123, 327671, 336839, 342847, 344759, 362609, 363343, 364903, 365159, 368411, 371893, 384539, 386801, 397027, 409753, 444637, 470173, 474491, 477583, 485557, 494743.
У проєкті добровільних розподілених обчислень PrimeGrid для кандидатів на числа Різеля перевіряються на простоту числа {\displaystyle k\cdot 2^{n}-1} для всіх вказаних k та натуральних n, починаючи з 1. Якщо в такій послідовності знаходиться просте число, цей кандидат виключається з розгляду. З березня 2010 року по лютий 2021 з кандидатів у числа Різеля проєктом PrimeGrid були виключені 17 чисел.

## Числа Різеля і Серпінського одночасно
Натуральне число може бути одночасно числом Різеля і числом Серпінського. Це так звані числа Брієра (англ. Brier). Приклад п'яти найменших відомих таких чисел: 3316923598096294713661, 10439679896374780276373, 11615103277955704975673, 12607110588854501953787, 17855036657007596110949, … послідовність A076335 з Онлайн енциклопедії послідовностей цілих чисел, OEIS